# Greg Nelson
Greg Nelson ist ein US-amerikanischer Maskenbildner, der bei der Oscarverleihung 1990 für den Oscar für das beste Make-up nominiert war. Er gewann zwei Mal einen Emmy, für den er zwei weitere Male nominiert war. Er war zudem ein Mal für den Saturn Award für das beste Make-up sowie ein Mal für den OFTA-Award nominiert.

## Leben
Greg Nelson begann seine Laufbahn in der Filmwirtschaft als Maskenbildner für die Kinderserie Pryor’s Place (1984) mit dem Comedian Richard Pryor. Er arbeitete bislang an mehr als vierzig Produktionen von Filmen, Fernsehfilmen und Fernsehserien mit und war gemeinsam mit Dick Smith und Ken Diaz bei der Oscarverleihung 1990 für den Oscar für das beste Make-up nominiert für das Filmdrama Dad (1989).
Zugleich gewann er bei der Primetime-Emmy-Verleihung 1990 mit Thomas R. Burman, Bari Dreiband-Burman, Dale Condit und Ron Walters den Emmy für herausragende Verdienste für Make-up in einer Serie für die Folge High School Sweethearts (1989) der Comedy-Fernsehsendung Die Tracey Ullman Show. Bei der Primetime-Emmy-Verleihung 1995 erfolgte eine Nominierung mit Michael Westmore, Scott Wheeler, Tina Hoffman, Mark Shostrom, Gilbert A. Mosko, Michael Key, Barry R. Koper, Natalie Wood und Bill Myer den Emmy für herausragende Verdienste für Make-up in einer Serie für die Folge Faces von Star Trek: Raumschiff Voyager, für die er zwischen 1995 und 1997 an 45 Folgen als Maskenbildner tätig war. Bei der Primetime-Emmy-Verleihung 1996 gewann er gemeinsam mit Michael Westmore, Scott Wheeler, Tina Hoffman, Mark Shostrom, Gilbert A. Mosko, Ellis Burman Jr., R. Stephen Weber sowie Brad Look einen zweiten  Emmy für herausragende Verdienste für Make-up in einer Serie für die ebenfalls aus Star Trek: Raumschiff Voyager stammende Folge Threshold (1995).
Nelson war bei der Saturn-Award-Verleihung 1999 mit Alec Gillis, Tom Woodruff Jr. und Michael Mills für Akte X – Der Film (1998) für den Saturn Award für das beste Make-up nominiert. 2009 erhielt er gemeinsam mit Rick Baker, Kristin Wahl, Kate Biscoe, John Blake, Beth Buckwalter Miller und Gerald Quist eine Nominierung für den von der Online Film & Television Association eine Nominierung für den OFTA-Award für das beste Make-up und Frisuren, und zwar für die Actionkomödie Tropic Thunder. Bei der Primetime-Emmy-Verleihung 2011 erhielt er mit Camille Calvet, Karen Iverson, Mary Kay Morse, Suzanne Diaz, Christopher Allen Nelson, Matthew W. Mungle und Michael Shawn McCracken schließlich eine Nominierung für den Emmy für herausragende Verdienst für Make-up für eine Serie, eine Miniserie, einen Fernsehfilm oder ein Special (mit Prothesen) für die Folge Razer der Action-Science-Fiction-Fernsehserie The Cape (2011).

## Filmografie (Auswahl)
- 1987: Bigfoot und die Hendersons
- 1987: Summer School
- 1988: Das siebte Zeichen
- 1988: Der Prinz aus Zamunda
- 1991: Rocketeer
- 1992: Batmans Rückkehr
- 1992: Der Tod steht ihr gut
- 1994: Wolf – Das Tier im Manne
- 1994: Stargate
- 2000: Ich hab doch nur meine Frau zerlegt
- 2000: Der Grinch
- 2001: A.I. – Künstliche Intelligenz
- 2001: Rock Star
- 2002: The Time Machine
- 2002: Nicht auflegen!
- 2003: Last Samurai
- 2004: Aviator
- 2006: Poseidon
- 2008: Eli Stone
- 2009: Michael Jackson’s This Is It
- 2012: Abraham Lincoln Vampirjäger
- 2016: Westworld
- 2017: 2 Broke Girls

## Auszeichnungen und Nominierungen
Oscar
- 1990: Nominierung für den Oscar für das beste Make-up für Dad

Primetime-Emmy
- 1990: Emmy für herausragende Verdienste für Make-up in einer Serie
- 1995: Nominierung für den Emmy für herausragende Verdienste für Make-up in einer Serie
- 1996: Emmy für herausragende Verdienste für Make-up in einer Serie
- 2011: Nominierung für den Emmy für herausragende Verdienste für Make-up für eine Serie, eine Miniserie, einen Fernsehfilm oder ein Special (mit Prothesen)

Saturn Award
- 1999: Nominierung für den Saturn Award für das beste Make-up für Akte X – Der Film

OFTA-Award
- 2009: OFTA-Award für das beste Make-up und Frisuren für Tropic Thunder